# 류양식 선생 묘
유양식 선생 묘는 경기도 안성시 고삼면 월향리에 있는 조선 전기의 문신(文臣)인 유양식 선생의 무덤이다. 1986년 5월 22일 안성시의 향토유적 제35호로 지정되었다.

## 개요
유양식 선생은 조선 전기의 문신(文臣)으로 본관은 진주(晉州)이고, 유의(柳依)선생의 아들이며, 공조판서 유종식(柳宗植)선생의 아우로 조선 태종말기에 출생하였고, 세종 때 호조참판(戶曹參判)을 역임하였다. 묘는 삼설산(三雪山) 북동향으로 풍수지리설에서 명당이라 일컫는 사두혈(蛇頭穴)에 위치해 있으며, 정경부인(貞敬夫人) 신주기씨(辛州奇氏)와 합장되었다. 묘 앞의 묘비는 화강암으로 장방형비좌를 갖추었고, 전면에는 "가정대부 호조 참판 진주 유공 양식 묘 정경부인 행주 기씨묘(嘉靖大夫 戶曹 參判 晋州 柳公陽植墓 貞敬夫人 幸州奇氏墓)라고 새겨져 있으며, 묘 앞에는 상석, 향로석, 장명등이 있고, 좌우에는 문인석등의 석물이 배치되어 있다. 신도비는 1831년(순조31)에 후손들이 건립하였다.

## 참고 자료
- 유양식 선생 묘 - 안성문화관광 - 시지정문화재